# Гаргат Іван Онуфрійович
Іван Онуфрійович Гаргат (псевдо: «Василь», «Лесь», «Липкевич», «Тарас»; 1924, с. Іваниківка, Богородчанський повіт, тепер Івано-Франківська область — 22 серпня 1952, м. Станіслав) — референт СБ Лисецького районного проводу ОУН, член Дунаєвецького надрайонного проводу ОУН, повстанський фотограф.

## Життєпис

Вояки ТВ-21 «Гуцульщина». Підписані на фото: Ілюк Дмитро-«Кичера»; Василь Кузів-«Базь»; Іван Мельничук-«Галайда»; Петро Мельник-«Хмара»; Іван Гаргат-«Липкевич»

Народився 1924 року в селі Іваниківка Богородчанського повіту.
Член ОУН із липня 1943. В жовтні 1943 року приєднується до УНС, вояк сотні «Різуна» (Василя Андрусяка) до липня 1944.  Згодом стрілець охорони командира куреня «Дзвони» Петра Мельника-«Хмари» протягом червня 1944 - грудня 1945. 
У грудня 1945 переведений на Коломийщину, служить стрільцем почоту команди ТВ-21 «Гуцульщина» до серпня 1949. У червні-липні 1949 учасник пропагандивного рейду групи підпільників до Румунії, виконував обов'язки резервного фотографа.
У серпні 1949 переведений на Станиславівщину. Обіймав посаду технічного референт СБ Лисецького районного проводу ОУН з жовтня 1949 до квітня 1950, а з квітня до травня 1950 року — референт СБ цього проводу. 
У червні 1950 року направлений на працю до Дніпропетровської області, але через відсутність зв'язку, залишився на терені Кам'янець-Подільської області. У вересні 1950 уведений до складу Дунаєвецького надрайонного проводу ОУН. 
Захоплений у полон опергрупою відділу 2-Н УМДБ Кам'янець-Подільської області в ніч з 26 на 27  вересня 1951 року в селі Покутинці Віньковецького району Кам'янець-Подільської області. Для затримання було використано спецпрепарат.
Військовим трибуналом Прикарпатського військового округу 28 травня 1952 року засуджений до ВМП. Вирок виконано 22 серпня 1952 року.